# Тесаков, Николай Фёдорович
Николай Фёдорович Тесаков (16.12.1918—05.11.1943) — советский военнослужащий, участник Великой Отечественной войны, лётчик 749-го авиационного полка дальнего действия 24-й авиационной дивизии авиации дальнего действия, а в дальнейшем 9-го гвардейского авиационного полка, 7-й гвардейской авиационной дивизии, 3-го гвардейского авиационного корпуса авиации дальнего действия, гвардии лейтенант. Герой Советского Союза.

## Биография
Родился 16 декабря 1918 года в деревне Чифировка (ныне Киреевского района Тульской области) в крестьянской семье. Переехал вместе с родителями в пос. Косая Гора в 1930 году. Окончил 7 классов. Жил в Москве, работал слесарем. Член ВКП(б) с 1941 года.
В Красной Армии с 1939 года. Окончил Кировабадскую военную авиационную школу пилотов в июле 1940 года. В боях Великой Отечественной войны с июня 1941 года.
Лётчик 749-го авиационного полка младший лейтенант Николай Тесаков к январю 1943 года совершил сто сорок успешных боевых вылетов на бомбардировку военных объектов и войск противника, нанеся врагу значительный урон.
Указом Президиума Верховного Совета СССР «О присвоении звания Героя Советского Союза начальствующему составу авиации дальнего действия Красной Армии» от 25 марта 1943 года за «образцовое выполнение боевых заданий командования и проявленные при этом отвагу и геройство» удостоен звания Героя Советского Союза с вручением ордена Ленина и медали «Золотая Звезда».
Командир звена авиации дальнего действия во главе экипажа с штурманом Алгазиным А. К., стрелком-радистом Шулецким В. И. и стрелком-радистом Качан А. Н. Не вернулся с боевого задания 5 ноября 1943 года и числится пропавшим без вести

Кочур В.И., Автухов И.Ф. Лидер исчезнувшей армады // Авиация и время : Научно-популярный авиационный журнал. — К.: Изд. центр «АэроХобби», 1998. — № 3. — С. 30.:

 Так, 1 ноября при бомбежке кировоградского аэродрома три «мессершмитта» расстреляли Ил-4 лидера группы Героя Советского Союза к-на Н. Ф. Тесакова. В живых остался лишь к-н А. К. Алгазин, который покинул бомбардировщик, убедившись, что остальные члены экипажа убиты.
За время нахождения на фронте Николаем Тесаковым совершено более двухсот успешных боевых вылетов (из них 193 ночью) на бомбардировку объектов противника в его глубоком тылу.
Награждён орденами Ленина, Красного Знамени, Отечественной войны 1-й степени, медалями «За отвагу», «За оборону Сталинграда», «Золотая Звезда».
Имя Героя высечено на памятнике Героям Советского Союза в городе-герое Туле. В городе Киреевске Тульской области его именем названа одна из улиц.

## Награды
- Медаль «Золотая Звезда» Героя Советского Союза [3]
- Орден Ленина [4]
- Орден Красного Знамени[5]
- Орден Отечественной войны I степени[6]
- Медаль «За отвагу»[7]
- Медаль «За оборону Сталинграда»[8]